# 얀 우르바스
얀 우르바스(슬로베니아어: Jan Urbas, 1989년 1월 26일~)는 슬로베니아의 아이스하키 선수로 포지션은 센터와 레프트윙이다. 현재 도이체 아이스하키 리가의 피시타운 펭귄스 소속으로 뛰고 있다. 슬로베니아, 핀란드, 스웨덴, 오스트리아 등지의 클럽에서 뛰었으며, 2014년 동계 올림픽에 슬로베니아 국가대표로 참가하였다.

## 클럽 경력
류블랴나 출신으로 2005년에 류블랴나를 연고로 하는 HDD 올림피야 류블랴나의 유소년팀에 입단하여 아이스하키 선수 생활을 시작했다. 2005-2006 시즌 도중에 성인팀의 일원이 되었으며, 27경기에 출전하여 18골을 기록하였다. 그 후 2006년에 스웨덴의 2부 하키 프로 리그인 하키 알스벤스칸의 팀인 말뫼 레드호크스에 입단하여 2011년까지 뛰었으며, 이 팀에서 뛴 시기인 2010년에 2010 유러피언 트로피에 참가했다.
2011-2012 시즌에는 스웨덴 최상위 리그인 엘리트세리엔의 팀인 벡셰 라케르스에 입단하였고, 2013년까지 활동하다가 독일의 최상위 프로 리그의 팀인 EHC 레드 불 뮌헨으로 이적했다.

## 국가대표팀 경력
2007년에 세계 U-18 선수권대회에 참가하였고, 2008년, 2009년 세계 주니어 선수권대회에 슬로베니아 국가대표로 참가하였다. 2010년에는 성인 국가대표팀에 발탁되어 세계 선수권대회에 참가하였고, 2014년에 러시아 소치에서 열린 동계 올림픽에도 참가하였다.